# Fanfarlo
Fanfarlo és una banda londinenca d'indie pop formada el 2006 pel músic suec Simon Balthazar i per Giles J. Davis (que va abandonar el grup abans del llançament del primer single). Fusionen elements de la música folk, l'indie rock i el post punk fent servir instruments variats, com ara la trompeta, el violí, la mandolina, la serra musical i el clarinet.
La banda, el nom de la qual prové de la novela de Charles Baudelaire 'La Fanfarlo', va començar les seves actuacions en directe en petits locals de música indie de Londres, i va llançar quatre singles d'edició limitada en vinil en discogràfiques londinenques independents (un d'ells juntament amb Sleeping States) entre 2006 i 2008.
El seu primer àlbum, Reservoir, es va gravar en els Tarquin Studios, Conecticut, als Estats Units, entre l'octubre i novembre de 2008, i va ser produït per Peter Katis. L'àlbum es va llançar el febrer del 2009 per la discogràfica del grup, Raffle Bat, i posteriorment es va cedir la seva llicència a Cancasback, propietat d'Atlantic Records, els quals el van llançar al Regne Unit i als Estats Units durant l'octubre del 2009 i a Europa l'abril del 2010.
El seu single "The Walls Are Coming Down" va sortir el setembre del 2009. El vídeo musical del single va ser dirigit per Iain Forsyth i Jane Pollard, i presenta l'escapista Roslyn Walker fent el truc d'escapar d'una camisa de força estant cap per avall, truc que ja havia estat realitzat per Harry Houdini al principi del 1900. El truc també va ser incorporat en l'actuació del grup a Wevster Hall, a Nova York, el 19 de desembre de 2009 (encara que aquesta vegada l'escapista era Michael Lee).
A principis de setembre del 2011, el grup va anunciar a la seva pàgina web que el nou àlbum Rooms Filled With Light estava acabat. Van fer una petita gira entre setembre i octubre, que els va portar des de Londres fins a Espanya, i un avançament del disc amb el vídeo de "Replicate". Finalment, el segon treball de la banda va veure la llum el 27 de febrer del 2012.
A principis de març del 2013, mitjançant Twitter, Amos Memon (membre del grup des dels seus inicis, el 2006) va anunciar que deixava la banda.

## Membres
- Cathy Lucas - Violí, teclats, mandolina, glockenspiel, cors, serra musical
- Justin Finch - Baix, cors
- Leon Beckenham - Trompeta, teclats, glockenspiel, melòdica, cors
- Simon Balthazar - cors, guitarra, teclats, mandolina, saxòfon, clarinet

## Exmembres
- Amos Memon - bateria i percussió, cors (2006-2013)

## En els mitjans de comunicació
El 24 de septembre de 2009 la cançó "Ghosts", de l'álbum de debut de la banda (Reservoir), va aparèixer en l'episodi 2 de la sisena temporada d'Anatomia de Grey. El single de la banda de 2007 anomenat "Fire Escape" va aparèixer a l'episodi 4 de la sisena temporada de House, que es va emetre per la cadena Fox el 12 d'octubre de 2009.
El 15 de febrer de 2010 el grup va fer el seu debut televisiu als Estats Units, en el programa Late Show with David Letterman, interpretant el seu single "Harold T. Wilkins, or How to Wait for a Very Long Time". Posteriorment també van actuar en programes com Last Call amb Carson Daly i a la cadena francesa Canal Plus.
El 2010, les seves cançons "Comets" i "Luna" van aparèixer a la pel·lícula portuguesa independent Um Funeral à Chuva (literalment, Un funeral a la pluja).
La seva cançó "Atlas" va aparèixer a la pel·lícula Eclipse, de la saga Crepuscle. La cançó es va tornar a gravar amb el propòsit de la pel·lícula a Austin, Texas; i va ser inclosa en l'episodi 3 de la seva sèrie web, "Under the reservoir".
El 2010, un fragment de la seva cançó "The Walls Are Coming Down" del seu àlbum "Reservoir", va aparèixer en un anunci de televisió de la nova càmera digital Canon PowerShot|Powershot Sx210 IS
La seva cançó "Harold T. Wilkins, or How to Wait for a Very Long Time" forma part de la banda sonora de la pel·lícula de 2010 Going the Distance
La seva cançó "The Walls Are Coming Down" sona en el tràiler de la pel·lícula Win Win del 2011, dirigida per Tom McCartney.
La seva cançó "I'm a pilot" va ser inclosa a l'episodi final de la temporada 4 de la sèrie de televisió Chuck.
La seva cançó "Shiny Things" va sortir en un anunci de la marca italiana de moda Giorgio Armani.

## Sèrie web
El març del 2010, l'editor de vídeos Brian Gonzalez va acompanyar el grup a la seva tercera aparició al festival de música de SXSW a Austin, Texas; la qual es va estrenar el 14 de juny de 2010. L'episodi dona vida a les dues noies sinistres de la portada del seu àlbum debut, mentre participen en les experiències personals dels membres del grup mentre estan de gira.

## Discografia

### Àlbums
- Reservoir (2009, Atlantic Records)
- Rooms Filled With Light (2012, Warner Music Group)
- The Sea EP (2013, New World Records)
- Let's Go Extinct (2014, New World Records)

### Singles
- "Talking Backwards" (2006, Fortuna POP!)
- "You Are One Of The Few Outsiders Who Really Understands Us" (2007, Label Fandango)
- "Fire Escape" (2007, White Heat (discogràfica)|White Heat)
- "Harold T. Wilkins" (2008, Felt Tip Records, single juntament amb Sleeping States)
- "Drowning Men" (2009, Moshi Moshi Records)
- "The Walls Are Coming Down" (2009, Moshi Moshi Records)
- "Harold T. Wilkins or How To Wait A Very Long Time" (2010, Atlantic Records)
- "You Are One / What Makes You Think You're The One" (2010, edició limitada, només se'n van fer 3500 còpies, Atlantic Records)
- "Replicate" (2011, WGM)
- "Deconstruction" (2011, Atlantic Records)
- "Shiny Things" (2012, Atlantic Records)